# Distrikt Huicungo

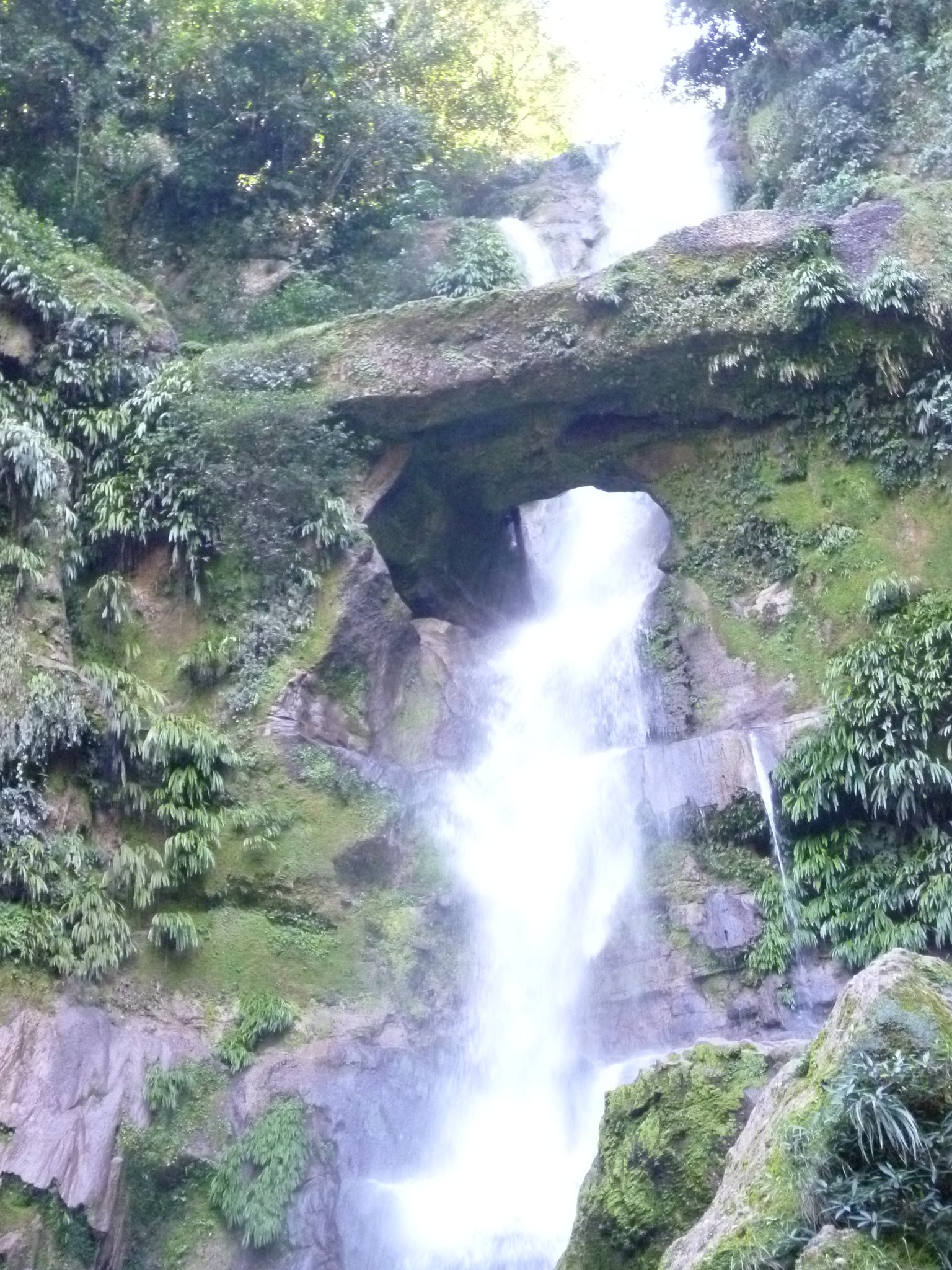
Cataratas del Breo

Der Distrikt Huicungo liegt in der Provinz Mariscal Cáceres in der Region San Martín in Nordzentral-Peru. Der Distrikt wurde am 7. Mai 1940 gegründet. Er hat eine Fläche von 9742 km². Beim Zensus 2017 wurden 8669 Einwohner gezählt. Im Jahr 1993 lag die Einwohnerzahl bei 5677, im Jahr 2007 bei 6219. Sitz der Distriktverwaltung ist die 297 m hoch gelegene Kleinstadt Huicungo mit 4551 Einwohnern. Huicungo befindet sich 16 km südsüdwestlich der Provinzhauptstadt Juanjuí. Im Distrikt befindet sich der Nationalpark Río Abiseo mit dem archäologischen Fundplatz Gran Pajatén.

## Geographische Lage
Der Distrikt Huicungo erstreckt sich über die peruanische Zentralkordillere im Westen der Provinz Mariscal Cáceres. Die westliche Distriktgrenze verläuft entlang der Wasserscheide zum weiter westlich gelegenen Einzugsgebiet des Río Marañón. Das Areal wird über die Flüsse Río Abiseo, Río Jelache, Río Verde, Río Guambo und Río Mashuyacu zum Río Huayabamba entwässert. Letzterer fließt entlang der nordöstlichen Distriktgrenze in Richtung Südsüdost.
Der Distrikt Huicungo grenzt im Süden und im Südwesten an die Distrikte Ongón, Buldibuyo, Parcoy, Pias und Pataz (alle in der Provinz Pataz), im Westen an die Distrikte Condormarca, Bambamarca, Bolívar und Uchumarca (alle in der Provinz Bolívar), im Nordwesten an die Distrikte Leimebamba und Montevideo (beide in der Provinz Chachapoyas), im Norden an die Distrikte Limabamba, Chirimoto, Milpuc und Omia (alle in der Provinz Rodríguez de Mendoza), im Nordosten an den Distrikt Alto Saposoa (Provinz Huallaga) sowie im Osten an die Distrikte Pachiza, Juanjuí, Campanilla und Pólvora (letzterer in der Provinz Tocache).

## Ortschaften
Im Distrikt gibt es neben dem Hauptort folgende größere Ortschaften:
- Dos de Mayo (826 Einwohner)
- El Libano
- La Unión
- Mashuyacu
- Mojarras (373 Einwohner)
- Nuevo Chirimoto
- Pizarro (392 Einwohner)
- San José
- Santa Ines (415 Einwohner)